# Happy Happy Greeting/シンデレラ・クリスマス
「Happy Happy Greeting / シンデレラ・クリスマス」（ハッピー・ハッピー・グリーティング / シンデレラ・クリスマス）は、KinKi Kidsの5枚目のシングル。1998年12月9日に8cmCDで発売。発売元はジャニーズ・エンタテイメント。
2007年12月26日に12cmCD（マキシシングル）として再発売をしている。

## 解説
前作から続く両A面シングル。自身のシングル4作のうち3作がミリオンセラーを達成していた中で、本作は100万枚限定生産として発売された。
「Happy Happy Greeting」が元日ソングである都合上、CD発売時にテレビ・ラジオ番組ではクリスマス前は「シンデレラ・クリスマス」が主に披露された。クリスマス後は「Happy Happy Greeting」が多くなった。

## チャート成績
オリコン週間ランキングで、初週40.4万枚を売り上げ、初登場1位を獲得した。CD累計売上は60.9万枚（オリコン調べ）を記録した。

## 収録曲
1. Happy Happy Greeting
（作詞：松本隆 / 作曲・編曲：山下達郎）
パナソニック『デジカム』CMソング。
デビュー曲「硝子の少年」や3枚目のシングル曲「ジェットコースター・ロマンス」と同じく、作詞が松本隆、作曲が山下達郎のコンビで製作された。
CD化されるまでには、コンサートやテレビなどでは歌われていた楽曲であり、満を持してのCD化となった。当初は、「世間では、クリスマスに関する曲は多いが、元日に関する曲が少ない」との話から端を発し、「どうせなら（クリスマス以外の）お祝い事を一挙にひっくるめて、たくさんの「おめでとう」が詰まった楽曲にしよう」ということになり、“色々なお祝い事”がテーマとなっている。それに伴い、「New Year」「Birthday」「Valentine」という単語が登場する。また、新しい年が始まる1年最初の日と、堂本光一の誕生日が同じ1月1日でもあるため、光一の誕生日を祝う「お誕生日おめでとう」の意味も含まれている。
コーラスには作曲をした山下のほか、竹内まりやも参加している。山下自身がKinKiに提供したものでは唯一の同アレンジ版がCD化されており、こちらは『RARITIES』に収録されている。
本作が発売される前である1998年2月に、サビの歌詞が異なる“バレンタイン・バージョン”がテレビ朝日系音楽番組『ミュージックステーション』で披露された。
出版者：ブライト・ノート・ミュージック（旧・ジャニーズ出版）
2. シンデレラ・クリスマス
（作詞：松本隆 / 作曲：谷本新 / 編曲：長岡成貢）
タイトルにもあるとおり、歌詞は童話『シンデレラ』のストーリーを恋人同士に置き換えた内容である。
出版者：ブライト・ノート・ミュージック
3. Happy Happy Greeting (オリジナル・カラオケ)
4. シンデレラ・クリスマス (エディット・カラオケ)
「Happy Happy Greeting」「シンデレラ・クリスマス」共に長尺でそのまま2曲のカラオケバージョンを収録すると8センチCDに収録しきれないため、「シンデレラ・クリスマス」は5分22秒を4分57秒まで削って編集した「エディット・カラオケ」として収録している。尚、フルバージョンは『KinKi KaraoKe Single Selection』に収録されている。

## 参加ミュージシャン
| Happy Happy Greeting - Programmer：橋本茂昭 - Guitar：佐橋佳幸 - Pf：佐藤博 - Chorus：山下達郎・竹内まりや・三谷泰弘・山川恵津子・佐々木久美 - 和太鼓：堅田喜三久 - Harp：朝川朋之 - Tenor Sax：淵野繁雄 | シンデレラ・クリスマス - Chorus Arrange：松下誠 - Programmer：長岡成貢 - Bass：松原秀樹 - Guitar：増崎孝司 - Strings：友田啓明グループ - Chorus：松下誠・佐々木久美 |

## 収録アルバム
- Happy Happy Greeting
  - KinKi Single Selection
  - The BEST
  - 山下達郎「RARITIES」（セルフカバー版・2002年10月30日）
- シンデレラ・クリスマス
  - KinKi Single Selection
  - The BEST

## 映像作品
- Happy Happy Greeting
  - us
  - Asian Biggest Live with 光一Birthday KinKi Kids 3 days Panic! at TOKYO DOME '98-'99
  - KinKi Kids Dome Tour 2004-2005 -Font De Anniversary.-
  - KinKi you DVD
  - KinKi Kids 2010-2011 〜君も堂本FAMILY〜
  - KinKi Kids Concert -Thank you for 15years- 2012-2013
  - KinKi Kids Concert 「Memories & Moments」
  - KinKi Kids CONCERT 20.2.21 -Everything happens for a reason-
  - KinKi Kids Concert Tour 2019-2020 ThanKs 2 YOU
  - KinKi Kids O正月コンサート2021
  - KinKi Kids Concert 2022-2023 24451〜The Story of Us〜
  - KinKi Kids Concert 2023-2024 〜Promise Place〜

- シンデレラ・クリスマス
  - Asian Biggest Live with 光一Birthday KinKi Kids 3 days Panic! at TOKYO DOME '98-'99
  - KinKi KISS Single Selection
  - KinKi you DVD
  - K album（初回限定盤）
  - KinKi Kids O正月コンサート2021（初回限定盤）